# إذاعة وتلفزيون البرتغال
إذاعة وتلفزيون البرتغال (بالبرتغالية: Rádio e Televisão de Portugal‏) (اختصارًا RTP) هي هيئة لخدمة البث العامة في البرتغال. تدير أربع قنوات تلفزيونية وطنية وثلاث محطات إذاعية وطنية، بالإضافة إلى العديد من عروض الأقمار الصناعية والكابلات.
يعود تاريخ الشركة الحالية إلى عام 2007، بعد اندماج شركتين منفصلتين سابقًا البث البرتغالي (بالبرتغالية: Radiodifusão Portuguesa‏)(RDP) والإذاعة التلفزيون البرتغالي (بالبرتغالية: Radiotelevisão Portuguesa‏)، وقد جُمّعتا تحت شركة قابضة واحدة وعلامة تجارية مشتركة منذ عام 2004.
تُمول الهيئة من خلال ضريبة المساهمة في البث السمعي والبصري (ضريبة مساهمة البث)، وهي مُدمجة في فواتير الكهرباء وعائدات الإعلانات التلفزيونية.

## تاريخ الشعار

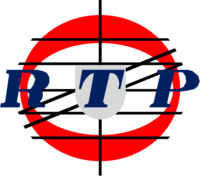
استخدم شعار آر تي بي الأول والأصلي والقديم من 7 مارس 1957 إلى 1959.
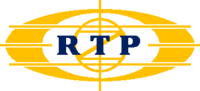
استخدم المرحلة الأولى من شعار آر تي بي الثاني والسابق من عام 1959 إلى 24 ديسمبر 1968.
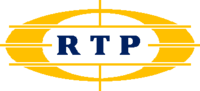
استخدم المرحلة الثانية من شعار آر تي بي الثاني والسابق من 25 ديسمبر 1968 إلى 1982.
استخدم المرحلة الثالثة والأخيرة من شعار آر تي بي الثاني والسابق من عام 1982 إلى 29 أبريل 1996.
استخدم الشعار الثالث والسابق لـ آر تي بي من 29 أبريل 1996 إلى 30 مارس 2004.
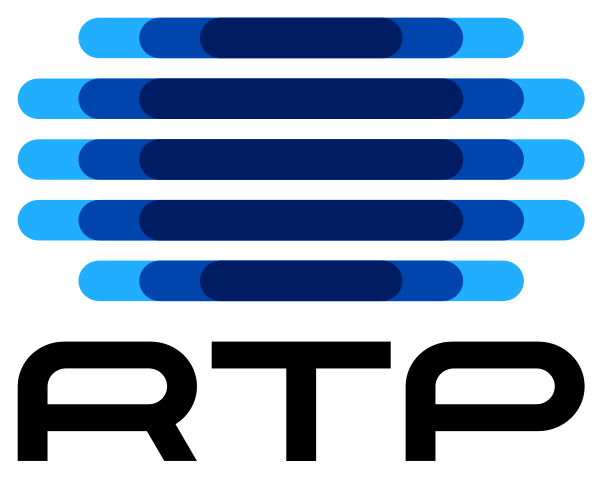
استخدم المرحلة الأولى من شعار آر تي بي الرابع والحالي من 31 مارس 2004 إلى 1 نوفمبر 2015.
المرحلة الثانية والحالية من شعار آر تي بي الرابع والحالي منذ 2 نوفمبر 2015.
المرحلة الثانية والحالية من شعار آر تي بي الرابع والحالي باسمه الكامل.

## القنوات التليفزيونية
| شعار | قناة              | وصف | شعار                                                           | تنسيق الصورة | انطلقت         | قناة المعلومات |
| ---- | ----------------- | --- | -------------------------------------------------------------- | ------------ | -------------- | -------------- |
|      | آر تي بي 1        | أقدم قنوات آر تي بي وأيضًا الرائدة في آر تي بي . تتميز بالبرامج العامة، مثل الأخبار والبرامج الحوارية والشؤون الجارية والدراما والأفلام والمسلسلات التلفزيونية الوطنية والدولية. | Continua ([انها] تستمر)                                        | 16: 9 HDTV   | 7 مارس 1957    | نعم            |
|      | آر تي بي 2        | القناة الرئيسية للبرامج الثقافية والواقعية وبرامج الأطفال. كانت أول قناة تلفزيونية مجانية في البرتغال تبث بتنسيق 16: 9.                                                         | Culta e adulta (مثقف وبالغ)                                    | 16: 9 HDTV   | 25 ديسمبر 1968 | نعم            |
|      | آر تي بي 3        | قناة إخبارية على مدار 24 ساعة | Informação، informação، informação (معلومات، معلومات، معلومات) | 16: 9 HDTV   | 15 أكتوبر 2001 | نعم            |
|      | آر تي بي Memória  | بث برامج آر تي بي الكلاسيكية والعروض الدولية | Traz pr'á frente (قدمها إلى الأمام! )                          | 16: 9 SDTV   | 4 أكتوبر 2004  | نعم            |
|      | آر تي بي ماديرا   | قناة الانسحاب الإقليمية التي تبث في جزر ماديرا؛ | Liga a Madeira ([هي] تربط ماديرا)                              | 16: 9 SDTV   | 6 أغسطس 1972   | نعم            |
|      | آر تي بي أكوريس   | قناة الانسحاب الإقليمية التي تبث في جزر الأزور ؛ | Unimos as ilhas (نحن نوحد الجزر)                               | 16: 9 HDTV   | 10 أغسطس 1975  | نعم            |
|      | RTP Internacional | تُعرف أيضًا باسم آر تي بي آي، وهي خدمة التلفزيون الدولية. في ماكاو وتيمور الشرقية وغوا ودامان وديو يُعاد إرسالها محليًا، جنبًا إلى جنب مع البرمجة المحلية                            | Sente Portugal (البرتغالية) Feel Portugal (الإنجليزية)         | 16: 9 SDTV   | 10 يونيو 1992  | نعم            |
|      | آر تي بي أفريقيا  | خدمة تلفزيونية دولية موجهة نحو الجاليات الأفريقية. في أنغولا وموزمبيق والرأس الأخضر وغينيا بيساو وساو تومي وبرينسيبي، يُعاد إرسالها محليًا، جنبًا إلى جنب مع البرمجة المحلية       | Vários mundos، uma só língua (عوالم متعددة، لغة واحدة)         | 16: 9 SDTV   | 7 يناير 1998   | نعم            |

### القنوات السابقة
- آر تي بي موبايل هي قناة تتكيف مع الأجهزة المحمولة. أقفلت في 2011/2012، مع صعود تطبيقات الأجهزة المحمولة.
- آر تي بي 4 كي، والتي استخدمت لبث مباريات بطولة أمم أوروبا 2016 وكأس العالم 2018 بدقة 4K Ultra HD.

## محطات الإذاعة

### الوطنية

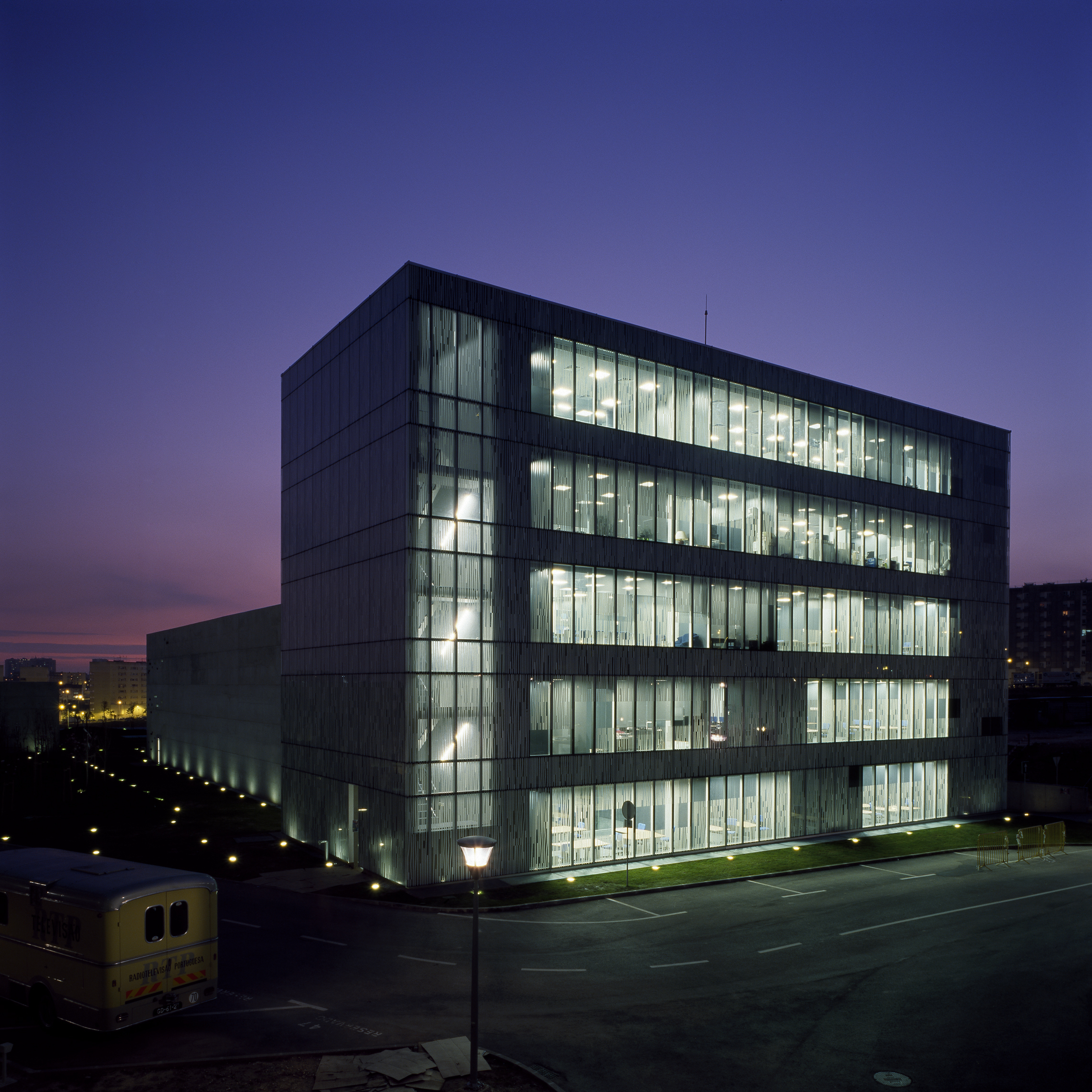
مركز إنتاج آر تي بي في لشبونة.

- انتينا 1، محطة إخبارية وحوارية ورياضية مع تركيز قوي على الموسيقى البرتغالية ؛
- انتينا 2، برامج ثقافية، موسيقى كلاسيكية وعالمية، تقدم عروضاً حية ؛
- انتينا 3، محطة سريعة الإيقاع وموجهة للشباب تركز على الموسيقى المعاصرة والبديلة ؛

### دولي
- آر دي بي الدولية، خدمة الراديو الدولية ؛
- آر دي بي أفريكا، البرمجة الموجهة نحو المجتمعات الأفريقية الناطقة بالبرتغالية ؛

### الرقمية
- Rádio Lusitania، محطة رقمية فقط تركز على الموسيقى البرتغالية ؛
- Rádio Vivace، محطة رقمية فقط تركز على الموسيقى الكلاسيكية ؛
- Rádio ZigZag، محطة رقمية فقط تركز على برامج الأطفال ؛
- انتينا 1 Fado، محطة رقمية فقط تركز على fado ؛
- انتينا 1 Memória، محطة رقمية فقط تركز على إعادة بث البرامج من الأرشيفات الشاملة لـ آر دي بي والموسيقى القديمة الذهبية (في كلتا الحالتين من الثلاثينيات إلى الثمانينيات). إنها المحطة الوحيدة التي تعتمد كليًا على البرامج والمواد المسجلة الموجودة مسبقًا ؛
- انتينا 1 Vida، محطة رقمية فقط ؛
- انتينا 2 Ópera، محطة رقمية فقط تركز على موسيقى الأوبرا ؛
- انتينا 2 Jazzin، محطة رقمية فقط تركز على موسيقى الجاز ؛

### الإقليمية
المحطات التالية هي محطات أنتينا 1 الإقليمية:
- آر دي بي المنطقة الشمالية
- آر دي بي المنطقة الوسطى
- آر دي بي لشبونة
- آر دي بي الغرب
- آر دي بي الأزور
- آر دي بي ماديرا